# Litomancia
Se llama litomancia a la adivinación por medio de las piedras, como su propio nombre indica. 
Era una práctica de los paganos. Consistía en hacer chocar muchas piedras unas contra otras cuyo sonido más o menos agudo creían anunciaba la voluntad de sus dioses. Se servían alguna vez de anillos en lugar de piedras. 